# Hirabayashi Toshio
Hirabayashi Toshio (jap. 平林 俊夫) war ein japanischer Fußballspieler.

## Nationalmannschaft
1923 debütierte Hirabayashi für die japanische Fußballnationalmannschaft. Hirabayashi bestritt zwei Länderspiele. Mit der japanischen Nationalmannschaft qualifizierte er sich für die Far Eastern Championship Games 1923.